# Belince
Belince jsou obec v okrese Topoľčany v Nitranském kraji na západním Slovensku. Žije zde 384 obyvatel. V roce 2011 zde žilo 316 obyvatel.

## Geografie

### Poloha
Obec leží ve střední části Nitranské pahorkatiny, v údolí řeky Nitry. Nadmořská výška se pohybuje v rozmezí 151 až 260 m, střed obce je ve výšce 159 m n. m.. Odlesněné území tvoří třetihorní usazeniny, boční hřbety jsou pokryté spraší. Zemědělskou půdu tvoří hnědozem a nivní půdy.
Celková rozloha obce je 2,1 km², z toho 91 % připadá na zemědělskou půdu (2020). Celkové využití půdy: 85 % orná půda, 6 % zahrady. Z nezemědělské půdy připadá 52 % na zastavěnou plochu. V roce 2023 připadalo na zemědělskou půdu 191,27 ha, z toho 178,74 ha byla orná půda a 12,44 ha zahrady.

### Sousední obce
Obec sousedí:
|           | Kamanová  |         |
|           |           | Oponice |
| Preseľany | Preseľany |         |

## Historie
První písemná zmínka o obci je z roku 1318, kde je uváděna jako Bullad a byla v majetku nitranského biskupství. V roce 1570 obec získal J. Apponyi výměnou za Velké a Malé Kršteňany. Od roku 1696 byly majetkem panství v Preseľanech a později náležely různým zemanům. V roce 1715 bylo v obci šest domácností a jsou uváděny vinice. V roce 1787 v 24 domech žilo 150 obyvatel, v roce 1828 zde bylo 15 domů a 109 obyvatel. V roce 1835 obec téměř vyhořela. Hlavní obživou byla práce v zemědělství.

## Znak
Blason: v modrém štítu ze zeleného pažitu vyrůstají tři zlaté bezosiné klasy.
Symbolem obce jsou tři zlaté klasy bez osin.

## Pamětihodnosti
- Kostel svatého Cyrila a Metoděje postavený v roce 1968. Do roku 1993 sloužil jako dům smutku. Dne 14. listopadu 1993 byl konsekvován Mons. Rudolfem Balážem. V roce 1994 byla ke kostelu přistavěna věž. V roce 2014 byla opravena střecha a vyměněné dveře a okna.[6][9]

- Kaple Panny Marie Sedmibolestné z 19. století má obdélníkový půdorys s polygonálním uzávěrem, zaklenutá valenou klenbou.[6]

## Farnost
Filiální kostel svatého Cyrila a Metoděje římskokatolické farnosti v Belincích je součástí římskokatolické farnosti svaté Alžběty v Preseľanech, děkanát Topoľčany, Nitranské diecéze.